# Sven-Eggert Bergelin
Sven-Eggert Sune Bergelin, född den 19 maj 1916 i Stockholm, död den 20 februari 2000 på Lidingö, var en svensk militär och ämbetsman. Han var son till Sune Bergelin.
Bergelin blev fänrik vid Göta artilleriregemente 1937, löjtnant där 1939, kapten 1945, vid generalstabskåren 1946, vid Bodens artilleriregemente 1953, major där 1954 och vid generalstabskåren 1955. Han befordrades till överstelöjtnant vid Norrlands artilleriregemente 1958. Bergelin var byråchef i civilförsvarsstyrelsen 1959–1971 och i socialstyrelsen, tillika kanslichef vid socialstyrelsens beredskapsråd, 1971–1981. Han var avdelningsredaktör för krigsväsen i Svensk uppslagsbok, Nordisk familjebok och Lilla uppslagsboken 1949–1968, ordförande i stiftelsen Djursjukhus i Storstockholm 1969–1983, styrelseledamot i statens bakteriologiska laboratorium 1972–1981 och ledamot av försöksdjursnämnden inom medicinska forskningsrådet 1976–1987. Bergelin invaldes som ledamot av Krigsvetenskapsakademien 1968. Han blev riddare av Svärdsorden 1958 och av Nordstjärneorden 1964. Bergelin vilar i sin familjegrav på Norra begravningsplatsen utanför Stockholm.